# 데니우송 마르칭스 나시멘투
데니우송 마르칭스 나시멘투(포르투갈어: Denilson Martins Nascimento, 1976년 9월 4일 ~ )는 데니우송으로 잘 알려진 브라질 사우바도르 출신의 전 축구 선수이다. 2006년부터 2009년까지 K리그의 대전 시티즌, 포항 스틸러스에서 데닐손이라는 등록명으로 활약하였다.

## 클럽 경력
2006년 초에 K리그 대전 시티즌에 3개월 임대로 영입되어 인상적인 모습을 보였으며 브라질로 복귀하였다가 최윤겸 감독의 연락을 받고 2007년 말까지 1년 6개월 동안 정식 계약하였다. 임대기간에는 15번을 달고 있었는데, 정식 계약을 하면서 이관우 선수의 배번인 등번호 8번을 받았다.
2007년 9월 22일 대구 FC와의 경기에서 해트트릭을 기록하는 등 뛰어난 활약으로 대전 시티즌의 플레이오프 진출을 이끌어 2007년 K리그 MVP 후보에 올랐으며, 골을 넣으면 코미디 프로그램의 마빡이를 응용한 세레모니, 탈춤 세레모니 등 독특한 팬 서비스를 제공하며 팬들의 사랑을 받았다. (2006년 26경기 9득점 3도움, 2007년 34경기 19득점 5도움)
계약 종료후 해외 리그로 이적한다는 소식과 높은 몸값에 대전 시티즌은 재계약을 포기했지만 포항 스틸러스로 이적하였다. 2009년 포항의 AFC 챔피언스리그 우승에 공헌한 뒤, 2010년 1월 우즈베키스탄의 FC 부뇨드코르로 이적하였다. 이적 후 정규 리그 6경기에서 5골을 넣었고, AFC 챔피언스리그에서도 5골을 넣었으나 그해 여름 방출 당하였다.

## 수상 기록

### 클럽
파리 생제르맹
- 쿠프 드 프랑스: 1998
- 쿠프 드 라 리그: 1998

 포항 스틸러스
- AFC 챔피언스리그: 2009
- FA컵: 2008
- K리그 컵: 2009

### 개인
- FIFA 클럽 월드컵 득점왕: 2009